# Thalia orientalis
Thalia orientalis är en ryggsträngsdjursart som beskrevs av Takasi Tokioka 1937. Thalia orientalis ingår i släktet Thalia och familjen bandsalper. Inga underarter finns listade i Catalogue of Life.